# Kamienica Szlachecka
Kamienica Szlachecka/Kamiéńca Szlacheckô is een plaats in het Poolse district  Kartuski, woiwodschap Pommeren. De plaats maakt deel uit van de gemeente Stężyca en telt 755 inwoners.